# En lille melodi
Chansons représentant le Danemark au Concours Eurovision de la chanson
Du er fuld af løgn
(1986) Ka' du se hva' jeg sa'?
(1987)
En lille melodi est la chanson représentant le Danemark au Concours Eurovision de la chanson 1987. Elle est interprétée par Anne-Cathrine Herdorf et Bandjo.
La chanson est la dix-neuvième de la soirée, suivant Sata salamaa interprétée par Vikky Rosti et Boulevard pour la Finlande et précédant Hold Me Now interprétée par Johnny Logan pour l'Irlande.
À la fin des votes, elle obtient 83 points et finit à la 5e place sur vingt-deux participants.